# 52 del Cigne
52 del Cigne (52 Cygni) és un estel de la constel·lació del Cigne. De magnitud aparent +4,22, es troba a 203 anys llum del sistema solar.

## Característiques
52 Cygni és una gegant groc-ataronjada de tipus espectral K0IIIa la temperatura efectiva de la qual és de 4774 ± 25 K. És 106 vegades més lluminosa que el Sol i, a partir de models teòrics, es pot calcular el seu diàmetre, unes 15,1 vegades més gran que el diàmetre solar. La mesura directa del seu diàmetre angular per interferometria, dona com a resultat un valor per al seu diàmetre molt semblant, 15,3 vegades més gran que el del Sol. Gira sobre si mateixa amb una velocitat de rotació projectada de 2 km/s, cosa que comporta que el seu període de rotació pot durar fins a un any.
52 Cygni té una massa estimada entre 2,5 i 3 masses solars. Presenta un contingut metàl·lic clarament inferior al solar, el seu índex de metal·licitat és [Fe/H] = -0,24. És un estel del disc fi amb una edat de 1600 ± 680 milions d'anys.

## Sistema binari
52 Cygni forma un sistema binari amb un estel de magnitud +8,7 que visualment s'hi troba separat d'ell 6 segons d'arc. És un estel semblant al Sol —amb una lluminositat potser un 20% major que la d'aquest— separat almenys 370 ua del gegant. El seu període orbital supera els 3500 anys.